# Alpski kozliček
Alpski kozliček ali planinski kozliček ali planinski kozloček (znanstveno ime Rosalia alpina) je velik hrošč iz družine kozličkov (Cerambycidae), ki ga prepoznamo po njegovem značilnem vzorcu obarvanosti.
Je 15 do 38 mm dolg. Tipalnice so pri samcih lahko dvakrat toliko dolge in pri samicah iste dolžine kot preostalo telo. Pokrovke so ravne, modro-sive barve, z različnimi črnimi lisami, vključno z izrazito liso na oprsju. Tipalnice in noge imajo isto obarvanost kot preostali del telesa. Tako obarvanje služi kot dobro maskirno sredstvo v njegovem bivalnem okolju, to je v bukovih gozdovih 600–1200 m nad morjem.
Razširjeni so od Alp proti vzhodu do Slovaške. Ker je njihovo število po vsej Evropi v zadnjih letih zelo upadlo, je danes ta vrsta zaščitena v Nemčiji, na Madžarskem, Poljskem in v Sloveniji.
Poleg jamskih hroščev in orjaškega krešiča je edina vrsta hrošča, za katero je bil podan predlog za zaščito že v Spomenici Odseka za varstvo prirode in prirodnih spomenikov, prvem nacionalnem programu za varstvo narave v Sloveniji.